# Amira Hass
Amira Hass (Gerusalemme, 28 giugno 1956) è una scrittrice e giornalista israeliana che lavora per il quotidiano Haaretz. È conosciuta a livello internazionale per aver descritto la vita dei palestinesi in Cisgiordania e a Gaza, dove lei stessa ha vissuto per alcuni anni.

## Biografia
Figlia di due attivisti comunisti ebrei, sopravvissuti all'olocausto di Bosnia (la madre, Hanna Levi) e di Romania (il padre, Avraham Hass), Amira Hass è nata a Gerusalemme. Ha frequentato l'Università Ebraica dove ha studiato storia del nazismo. All'inizio della sua carriera ha viaggiato molto e svolto diversi impieghi.
Durante gli anni '80, Hass ha vissuto ad Amsterdam dove si è sposata. Imparò discretamente l'olandese, fatto che le permise di prendere parte a gruppi di femministe, di sinistra e di ebrei dissidenti. In seguito al divorzio, tornò in Israele.
Fino al 1989, Hass scrisse per giornali minori di sinistra e non era conosciuta al grande pubblico. La svolta avvenne grazie alla Rivoluzione romena. Il quotidiano Haaretz, era alla ricerca di reporter che coprissero quegli eventi. Amira Hass, che conosceva la cultura romena e aveva delle conoscenze linguistiche di base, ottenne ben presto quel posto. I suoi scritti ricevettero un'attenzione internazionale e Hass guadagnò un posto fisso nella redazione di Haaretz.
Dal 2001 scrive un diario per il settimanale italiano Internazionale.

## Attività giornalistica
Nel 1991 Hass, toccata e frustrata dagli eventi della Prima Intifada e dalla copertura dei media israeliani che considerava inadeguata, decise di spostarsi nei territori occupati. Fino al 2003, è stata l'unica giornalista israeliana che viveva fianco a fianco dei palestinesi, prima a Gaza dal 1993 poi a Ramallah dal 1997. In diverse occasioni ha ripetuto la sua posizione  "Come per parlare di Regno Unito bisogna trovarsi a Londra, e per discutere della Francia si deve essere Parigi, così per riportare della Palestina ci si dovrebbe trovare in Palestina".
I suoi testi sono generalmente solidali con la causa palestinese e quindi critici verso le politiche del governo israeliano. Durante gli anni della Seconda Intifada, però, Hass è stata ugualmente critica verso il caos ed il disordine prodotto della milizie vicine ad Fatah, il partito di Yasser Arafat, e rispetto alle violenze fratricide sorte a Nablus all'interno della fazioni palestinesi.
I suoi pezzi, in cui la Hass si oppone alle versioni ufficiali sia palestinesi che israeliane, la hanno esposta ad attacchi e minacce verbali da parte di entrambe le entità. Nel 2006, ha paragonato le politiche di Israele verso la popolazione palestinese a quelle del Sudafrica durante l'Apartheid, affermando che "I palestinesi, come popolo, sono divisi in sottogruppi, cosa che ricorda il Sudafrica nel periodo dell'Apartheid".
Nel settembre 2014, Hass raggiunse la Germania con l'intento di partecipare ad una conferenza organizzata dalla Fondazione di sinistra Rosa Luxemburg ed il Center for Development Studies presso la Birzeit University. Una volta arrivata, due professori la invitarono ad andarsene facendo appello ad un regolamento interno all'Università che vieta la presenza di Israeliani. Hass affermò di essere già stata invitata nel passato dalla stessa università e di non conoscere quella regola. Gli organizzatori espressero immediatamente il loro disappunto e l'università in un comunicato stampa precisò che "l'amministrazione non ha nulla contro la presenza della giornalista Hass".

## Posizione politica
Hass si è più volte dichiarata di sinistra. Nel 2011 ha preso parte alla Freedom Flotilla II.
Durante una conferenza tenuta a Vancouver, alla domanda se avesse ancora delle speranze per la regione, Hass rispose "Solamente se continuiamo a costruire un movimento bi-nazionale contro l'aparthied israeliano".
Nell'aprile 2013, Hass compose un articolo, poi pubblicato su Haaretz, in cui difendeva la pratica palestinese del lancio di pietre definendola "diritto e dovere di qualunque soggetto sottoposto a dominazione straniera". Per questa uscita venne duramente criticata dai politici di sinistra Yossi Beilin e Adva Biton, la cui figlia di tre anni era stata gravemente ferita durante un lancio di pietre condotto dai palestinesi. Il consiglio ebraico insieme al procuratore Yehuda Weinstein e alla polizia, presentarono un esposto accusando la Hass di incitamento alla violenza e precisando che il lancio di pietre aveva causato morti e ferite tra gli israeliani.

## Questioni legali

### Diffamazione
Nel giugno 2001, la giudice Rachel Shalev-Gartel della Corte di Gerusalemme stabilì che la Hass avesse diffamato i coloni ebrei di Beit Hadassah a Hebron e la costrinse a pagare 250,000 shekels (circa 60,000 sterline) come risarcimento danni. Hass aveva reso note le denunce di alcuni palestinesi che ritenevano i coloni colpevoli di aver occultato il cadavere di un manifestante palestinese ucciso dalla polizia israeliana. I coloni, però, si erano difesi sostenendo che il fatto non era occorso e che era stato riportato dalla Hass con finalità malevoli. Il giudice si espresse in favore dei coloni sostenendo che le ricostruzioni televisive contraddicevano quella della Hass e che quest'ultima aveva dunque leso la reputazione dei coloni. Haaretz affermò che non era stato dato il tempo al giornale di preparare una difesa e che avrebbe presentato ricorso.

### Altro
Il primo dicembre 2008, Hass, che era entrata a Gaza a bordo di una flotta di attivisti palestinesi, è stata costretta a lasciare la Striscia e causa delle continue minacce ricevute in seguito alle critiche rivolte ad Hamas. Mentre tornava in Israele è stata poi arrestata dalla polizia israeliana perché entrata a Gaza senza permesso.
Dopo aver vissuto alcuni mesi a Gaza, Hass venne nuovamente arrestata dalla polizia israeliana il 12 maggio 2009 "per violazione delle leggi che vietano di risiedere in uno stato nemico".

## Premi
Hass ha ricevuto il World Press Freedom Hero Award da parte dell'International Press Institute nel 2000.
Il 27 giugno 2001, Hass ha vinto il Premio Giornalistico Archivio Disarmo - Colombe d'oro per la Pace consegnatole da Archivio Disarmo con sede a Roma.
Ha ricevuto anche il Bruno Kreisky Human Rights Award nel 2002, l'UNESCO/Guillermo Cano World Press Freedom Prize nel 2003 ed il premio inaugurale Anna Lindh Memorial Fund nel 2004.
Nel settembre 2009, Hass ha vinto il Hrant Dink International Award, insieme a Alper Görmus.
Il 20 ottobre 2009, Hass ha ricevuto il Lifetime Achievement Award da parte dell'International Women's Media Foundation.
Nel dicembre 2009 Hass è stata premiata con il Reporters Without Borders Prize per la libertà d'espressione "per i suoi report indipendenti dalla Striscia di Gaza per il quotidiano israeliano Ha'aretz durante Operation Cast Lead, l'offensiva condotta dall'esercito israeliano durata dal 27 dicembre 2008 al 18 gennaio 2009".

## Libri
- Amira Hass, Drinking the Sea at Gaza: Days and Nights in a Land under Siege, 1999.
- Amira Hass, Reporting from Ramallah: an Israeli Journalist in an Occupied Land, 2003.
- Amira Hass, Domani andrà peggio: Lettere dalla Palestina e Israele 2001-2005, 2005.